# Great Neck Gardens
Great Neck Gardens – jednostka osadnicza w Stanach Zjednoczonych, w stanie Nowy Jork, w hrabstwie Nassau.